# Bitva o Palmýru (2016)
Bitva o Palmýru byla bitva během občanské války v Sýrii. Jedná se o jednu z největších bitev této války. Syrské vládní síly zde porazily Islámský stát.

## Průběh
8. březen: Po více než dvou měsících těžkých bojů, kdy se však hranice nějak výrazněji nezměnila, byla u měst Palmýra a Karajtín vyhlášena rozsáhlá pozemní ofenzíva
Syrské arabské armády a jejích spojenců. Za účelem osvobození těchto dvou měst byly do oblasti povolány i elitní syrské jednotky, tzv. Tiger forces. Islámský stát údajně začal stahovat některé své bojovníky z Palmýry.
9. březen: Ruské letectvo zaútočilo na Palmýru a zabilo 32 teroristů IS. Hlavním obranným prvkem teroristů jsou blízké hornaté pásy. Bitva o Palmýru je tedy hlavně o dobývání kopců a vrcholků.
12.–13. březen: Rozhořely se nejtěžší boje. Syrská armáda zaútočila na vesnici Al-Dava západně od města. Dalšího dne zaútočila na kopec Džabal Kasun, na němž stojí i Palmýrský hrad. Celkově byla ofenzíva vládních vojsk vedena ze tří směrů, za účelem obklíčení města. Islámský stát se však v Palmýře dobře opevnil.
14. březen: Armáda získal vrcholy 800 a 853, které jsou součástí hory Džabal Hajján, ležící jižně od města. Stejného dne byl údajně zabit teroristické emír Khalil Mohameed, při raketovém útoku na velitelství IS.
15. březen: Vládní vojska zcela zajistila horu Džabal Hajján, po tom co dobyla vrcholek 900. Armáda se dostala od Palmýry na vzdálenost asi 4 km. Boje dále pokračovaly ve vesnici Al-Dava, když se SAA pokoušela probojovat k základně 550. brigády.
17. březen: Islámský stát využil písečné bouře a spustil vlastní protiofenzívu na vrchol 939 horu Džabal Hajján. SAA se jej však podařilo odrazit. Později téhož dne byly k Palmýře vyslány posily z guvernorátu Latákia. IS taktéž povolal posily.
18. březen: Syrská armáda obsadila vrchol Tal Mattar v blízkosti Palmýrského hradu. Při následném postupu získala také kopec Tal Arín. Souběžně s útoky SAA podnikala ruská letadla asi 20–25 náletů denně.
20. březen: SAA dobyla dva kopce kolem silnice z města Itríja a přerušila tak hlavní zásobovací trasu teroristů do Palmýry.
21. březen: Syrská armáda postoupila ještě dál a zaútočila na vrchol Džabal Al-Tar. V bojích zemřelo 26 vojáků včetně jejich velitele Alího Rahmouna. 17 z nich však zabila špatně navedená ruská raketa. Dalších 26 vojáků bylo zraněno. Mezitím přijeli na místo poradci z íránských revolučních gard a afghánské dobrovolnické Fátimovské brigády. Přijely též posily z Národních obranných jednotek. Počet vojáků bojujících u Palmýry se tak zvýšil na 6000. Kolem půlnoci se vládním vojákům za podpory letectva podařilo dobýt tzv. Palmýrský trojúhelník (síť silnic západně od města).
22.–23. březen: Syrská armáda postupovala obzvláště na západní frontě, kde dobyla statky Al-Kadrí a přiblížila se tak k blíže k Palmýrskému trojúhelníku ze západu. Druhého dne se vládním vojskům podařilo dobýt vrchol Džabal Hajjal přiblížit se tak k městu z jihu.
24. březen: Armáda byla asi kilometr od města a pokoušela se proniknout přes obranu teroristů. SAA zaútočila na Hotel Semiramis jižně od antického města. Později jej získala stejně jako horu Mutar a Al-Tar, kruhový objezd Al-Zíraja, Údolí hrobů a Katarskou vilu, ve které si IS zřídil výcvikový tábor a velitelství. K večeru se Syrská armáda dostala k prvním palmýrským domům. Isámský stát vyzval civilní obyvatelstvo, aby město opustilo.
25. březen: Vládním vojskům se podařilo překonat většinu hornatých pásů západně od Palmýry a obsadila Palmýrský hrad nacházející se na jednom z posledních z nich. Dále byla osvobozena základna 550 brigády severně od města a palmýrská letecká základna a čtvrť Al-Amiríja, z posledních dvou se však syrské jednotky musely k večeru stáhnout. Dobyta byla také většina sadů jižně od města.
26. březen: Státní televize uvedla, že se syrské armádě podařilo osvobodit 3 městské čtvrti, včetně Al-Amiríja. Dále pak čtvrť Al-Džamíja a Mutakajdín. Údajně bylo zabezpečeno až 35 % města a teroristé se začali stahovat k vesnici Al-Suchná východně od Palmýry.
27. březen: Obrana teroristů se rozpadla a Syrská armáda město zcela ovládla. Ojediněle probíhaly boje ve východních částech Palmýry jako věznice nebo okolí letecké základny. Většina islamistů se však z oblasti stáhla. Zbylých asi 30 bojovníků IS bylo zlikvidováno o několik hodin později.